# Сусрети професионалних позоришта Србије Јоаким Вујић
Сусрети професионалних позоришта Србије Јоаким Вујић је смотра позоришних представа у Републици Србији јужно од Београда.

## Историјат
Сусрете професионалних позоришта Србије Јоаким Вујић, смотру позоришних представа у Републици Србији јужно од Београда основали су 1965. године председници општина у којима су постојала професионална позоришта: Зајечар, Крагујевац, Ниш, Ужице, Шабац, Лесковац, Пирот и Приштина. Нешто касније им се придружио и Крушевац, од 1997. године Врање и Краљево и од 2009. године и Лазаревац. Смотра или фестивал најбољих представа професионалних позоришта у Србији одржава се почетком маја, сваке године у другом граду, а организује га тамошње позориште. 
О изведеним представама се расправљало на Округлом столу критике, па је и он додељивао, гласањем критичара и учесника округлог стола, награду за најбољу представу.
Први Сусрети професионалних позоришта Србије Јоаким Вујић, одржани су у Зајечару 1965. Покрајинско народно позориште из Приштине је наступало са Српском и Албанском драмом. Представе су на ове сусрете ишле без посебне селекције, односно избором најбоље из годишње продукције, по одлуци самог позоришта. Догађало се да на Сусрете дође и понека представа испод професионалног нивоа, па је 2003. године, уместо Сусрета, створен Јоакимфест, на коме су се такмичиле представе које је бирао селектор. Убрзо се стало на становиште да треба вратити стари начин организовања Сусрета порофесионалних позоришта, а Јоакимфест, који се од 2003. године одржава у Књажевско-српском театру, задржати као смотру са селекцијом.

## Списак награда
На Сусретима се додељују следеће награде: 
- Награда стручног жирија:
  - Прва награда за најбољу представу у целини,
  - Друга награда за најбољу представу у целини,
  - Награда за драмски текст
  - Специјална награда за представу
  - Награда за режију
  - Специјала награда
  - Награда за глумачка остварења
  - Награда за младог глумца
  - Посебна награда
  - Награда за сценографију
  - Награда за костим
  - Награда за музику
  - Награда за сценска кретања
  - Награда за техничку реализацију
- Специјалне награде:
  - Награда Сима Крстовић за најбољу мушку улогу (Од 1991. ова награда је Grand-Prix)
  - Награда Мила Стојадиновић за најбољу женску улогу (Од 1991. ова награда је Grand-Prix)
  - Награда за неговање сценског језика и културу говора
  - Награда Јован Путник за режију (Од 1991. ова награда је Grand-Prix)
- Награда града домаћина:
  - Награда за најбољу представу
  - Награда за глумачко остварење
  - Награда за младог гумца
  - Специјалне награде
  - Награда за режију
  - Награда за најбољу сценографију
  - Награда за најбољу костимографију
  - Награда за најбоље ликовно решење представе Иван Вучковић
- Награде округлог стола критике

## Награде стручног жирија:

### Прва награда за најбољу представу
- 1965. Народно позориште у Нишу
- 1966. Народно позориште у Нишу
- 1967. Није проглашавана
- 1968. Народно позориште Ужице
- 1969. Народно позориште Ужице
- 1970. Није проглашавана
- 1971. Народно позориште у Нишу
- 1972. Театар Јоаким Вујић, Крагујевац
- 1973. Театар Јоаким Вујић, Крагујевац
- 1974. Покрајинско народно позориште Приштина (Албанска драма)
- 1975. Крушевачко позориште
- 1976. Народно позориште у Нишу
- 1977. Театар Јоаким Вујић, Крагујевац
- 1978. Народно позориште у Нишу
- 1979. Народно позориште Шабац
- 1980. Народно позориште у Нишу
- 1981. Народно позориште Ужице
- 1982. Народно позориште у Нишу
- 1983. Народно позориште Лесковац
- 1984. Народно позориште Лесковац
- 1985. Покрајинско народно позориште Приштина (Српска драма)
- 1986. Покрајинско народно позориште Приштина (Српска драма)
- 1987. Театар Јоаким Вујић, Крагујевац
- 1988. Народно позориште Ужице
- 1989. Театар Јоаким Вујић, Крагујевац
- 1990. Народно позориште Шабац
- 1991. Народно позориште Ужице
- 1992. Крушевачко позориште
- 1993. Народно позориште у Нишу
- 1994. Народно позориште Шабац
- 1995,[3] Покрајинско народно позориште Приштина (Српска драма)
- 1996. Народно позориште Шабац
- 1997. Народно позориште Шабац
- 1998. Народно позориште у Нишу
- 1999. Народно позориште у Нишу
- 1999. Народно позориште у Пироту
- 2000. Народно позориште у Нишу
- 2003. Позориште „Бора Станковић“, Врање

### Друга награда за најбољу представу
- 1979. Позориште ''Зоран Радмиловић'', Зајечар
- 1980. Театар Јоаким Вујић Крагујевац
- 1981. Театар Јоаким Вујић Крагујевац
- 1982. Народно позориште Лесковац
- 1983. Народно позориште Шабац
- 1984. Народно позориште Шабац
- 1985. Народно позориште Шабац
- 1985. Народно позориште Лесковац
- 1986. Народно позориште у Пироту
- 1988. Театар Јоаким Вујић Крагујевац
- 1989. Позориште ''Зоран Радмиловић'', Зајечар
- 1990. Театар Јоаким Вујић Крагујевац
- 1991. Народно позориште Шабац
- 1992. Народно позориште Ужице
- 1993. Крушевачко позориште
- 1994. Театар Јоаким Вујић Крагујевац
- 1996. Покрајинско народно позориште Приштина (Српска драма)
- 1997. Позориште ''Зоран Радмиловић'', Зајечар
- 1998. Покрајинско народно позориште Приштина (Српска драма)
- 1999. Народно позориште Ужице

### Специјалне награде за представу
- 1968. Народно позориште у Нишу
- 1973. Покрајинско народно позориште Приштина (Албанска драма)
- 2000. Покрајинско народно позориште Приштина (Српска драма)

### Награда за драмски текст
- 1988. Душан Ковачевић
- 1989. Слободан Селенић
- 1990. Божидар Зечевић
- 1991. Јован Радуловић
- 1992. Мирољуб Недовић Рики
- 1993. Александар Поповић
- 1994. Жељко Хубач
- 1995. Миладин Шеварлић
- 1996. Марина Бијелић-Ђурић

### Награда за режију
- 1965. Милан Гајин
- 1965. Градимир Мирковић,
- 1966.

Градимир Мирковић,
Петар Говерадеревић
- 1967.

Градимир Мирковић,
Мухарем Ћена
- 1968.

Градимир Мирковић,
Арса Јовановић
- 1969. Арса Јовановић
- 1970. Љубо Милошевић
- 1971.

Љубо Милошевић,
Слободанка Алексић,
Рајко Радојковић
- 1973.

Рајко Радојковић,
Богдан Јерковић
- 1974.

Љубиша Георгијевски,
Јован Путник,
Александар Гловацки
- 1975. Јован Путник
- 1976.

Љубиша Георгијевски,
Јован Путник,
Александар Гловацки
- 1977.

Јован Путник,
Мирослав Беловић,
Милош Лазин,
Цисана Мурицадзе
- 1978.

Миленко Мисаиловић,
Никола Вавић
- 1979.

Александар Гловацки,
Милан Богосављевић
- 1980. Славенко Салетовић
- 1981. Јован Путник
- 1982.

Љубиша Георгијевски,
Цисана Мурицадзе
- 1983.

Јован Глигоријевић,
Страхиња Родић,
Бранислав Мићуновић
- 1984.

Милан Богосављевић,
Оливер Викторовић
- 1985.

Златко Свибен,
Александар Лукач
- 1986.

Агин Сопи,
Владимир Лазић
- 1987.

Дејан Мијач,
Александар Лукач,
Јовица Павић
- 1988.

Александар Лукач,
Владимир Лазић,
Небојша Брадић,
Милоје Милојевић
- 1989.

Александар Лукач,
Владимир Лазић
- 1990. Небојша Брадић
- 1991.

Јовица Павић,
Небојша Брадић
- 1992.

Александар Ђорђевић,
Бранко Поповић
- 1993.

Бранислав Мићуновић,
Небојша Брадић,
Виталиј Дворцин
- 1994.

Славенко Салетовић,
Небојша Брадић
- 1995.

Слободан Ж. Јовановић,
Небојша Брадић
- 1996. Владимир Лазић
- 1996. Велимир Митровић

### Специјална награда
- 1966. Мухарен Ћена
- 1967. Михајло Васиљевић
- 1969. Љуба Милошевић
- 1970. Душан Родић
- 1973. Ђура Удицки
- 1973. Милан Богосављевић
- 1974. Александар Гловацки

### Награда за глумачка остварења
- 1965.

Богољуб Динић
Боривоје Стојадиновић
Анкица Цвијановић
- 1966.

Злата Јаковљевић
Сима Крстовић
Мила Стојадиновић
Џеват Ћена
- 1967.

Буда Јеремић,
Шани Палска,
Мила Стојадиновић,
Боривоје Стојадиновић,
Љубомир Убавкић,
Огњанка Хет
- 1968.

Истреф Беголи
Сима Крстовић,
Зорица Стефановић
- 1969.

Љубомир Ковачевић,
Марко Мартиновић,
Милан Поповић,
Васја Станковић,
Мила Стојадиновић
- 1970.

Лиција Булајић,
Мајда Ђорђевић Горинчек,
Љубомир Ковачевић,
Шани Палска,
Александар Станковић,
Стојан Стојадиновић
- 1971.

Кристо Бегирша,
Ђорђе Вукотић,
Миливоје Даскаловић,
Борис Ковач,
Чун Лајћи,
Стојан Стојадиновић
- 1972.

Радмила Динуловић,
Борис Ковач,
Андрија Контри,
Чун Лајћи,
Васја Станковић,
Љубомир Убавкић
- 1973.

Истреф Беголи,
Андреја Златић,
Загорка Исаковић,
Љубомир Ковачевић,
Шани Палска,
Дара Петровић,
Зорица Стефановић,
Јездимир Томић,
Бранка Шуклетовић
- 1974.

Милија Вуковић,
Милорад Ђорговић
Милева Жикић,
Љубомир Ковачевић,
Петар Лазић,
Шани Палска,
Радислав Радојковић
- 1975.

Мелихат Аљети,
Лајош Балог,
Загорка Исаковић,
Ђока Миленковић,
Шани Палска
- 1976.

Истреф Беголи,
Мима Вуковић-Куриш,
Милева Жикић,
Љубомир Ковачевић,
Миодраг Марић,
Видосава Тадић
- 1977.

Мирко Бабовић,
Брана Војновић,
Милева Жикић,
Мирослава Јанковић,
Миодраг Јуришић,
Милан Поповић,
Рајко Стојадиновић
- 1978.

Живко Вукојевић,
Ђорђе Вукотић,
Милева Жикић,
Радоман Контић,
Славка Котрси,
Миодраг Марић
- 1979.

Даро Антић,
Ратомир Васиљевић,
Вера Кулић,
Душко Љубојевић,
Младен Огњановић,
Милан Свилар
- 1980.

Мирко Бабовић,
Живка Бараћ-Хубач,
Миливоје Даскаловић,
Нада Јуришић,
Десимир Станојевић,
Томислав Трифуновић
- 1981.

Милија Вуковић,
Драган Димитријевић,
Радоман Контић,
Слободан Љубичевић,
Младен Огњановић,
Томислав Трифуновић,
Видосава Тадић
- 1982.

Миливоје Даскаловић,
Радоман Контић,
Дана Крљар,
Стојан Митић,
Васја Станковић,
Љубомир Убавкић
- 1983.

Јелица Војиновић,
Мима Вуковић-Куриш,
Александра Гавански,
Радиша Грујић,
Буда Јеремић,
Слободан Љубичевић,
Јездимир Томић
- 1984.

Оливера Беговић,
Милија Вуковић,
Миливоје Даскаловић,
Драган Жикић,
Буда Јеремић,
Видосава Тадић
- 1985.

Петар Антић,
Горана Ивановић,
Миодраг Јуришић,
Анкица Миленковић,
Енвер Петровци,
Васја Станковић
- 1986.

Мима Вуковић-Куриш,
Александра Гавански,
Милан Ђорђевић,
Миодраг Јуришић,
Дана Крљар,
Момчило Мурић
- 1987.

Лајош Балог,
Јелица Војиновић,
Милија Вуковић,
Миливоје Даскаловић,
Зоран Карајић,
Зоран Томић
- 1988.

Горана Ивановић,
Буда Јеремић,
Зоран Карајић,
Марко Мартиновић,
Иван Тонашевић,
Љубомир Убавкић
- 1989.

Ратомир Васиљевић,
Милија Вуковић,
Живко Вукојевић,
Ђорђе Вукотић,
Анкица Миленковић,
Милан Свилар
- 1990.

Мирко Бабовић,
Михајло Јанкетић,
Радоман Контић,
Вера Кулић,
Петар Лазић
- 1991.

Мирко Бабовић,
Живка Бараћ-Хубач,
Милија Вуковић,
Мирјана Вуловић,
Вера Кулић,
Слободан Љубичевић
- 1992.

Дивна Антић,
Јелица Војиновић,
Иван Тонашевић
- 1992.

Група војника добровољаца: Зоран Карајић, Душко Ђорђевић, Слободан Љубичић, Момчило Мурић, Горан Шманић, Милета Петровић и Томислав Трифуновић
- 1993.

Ивана Жигон,
Маја Игић Јовановић,
Бранислав Цига Јеринић,
Верица Јовановић,
Љубордаг Милутиновић,
Ана Милосављевић,
Драгослав Савић,
Танасије Узуновић
- 1994.

Љубиша Баровић,
Небојша Вранић,
Мирјана Љубић,
Сања Павковић,
Енвер Петровци,
Ђорђе Томић
- 1995.

Радиша Грујић,
Нада Јуришић,
Јован Крстић,
Дивна Марић,
Миомир Радојковић,
Иван Томашевић
- 1996.

Љубиша Баровић,
Драган Мићаловић,
Шани Палска,
Џеват Ћенда

### Награда за младог глумца
- 1965. Бранко Андрејевић,
- 1967. Миодраг Јуришић,
- 1967. Надежда Родић,
- 1968. Мирјана Пејић,
- 1970. Дибран Тахири,
- 1971. Бранка Шуклетић,
- 1972. Ајша Рамадани,
- 1973. Мирко Бабић,
- 1974. Исо Ћосја,
- 1975. Радмила Ђирђевић,
- 1976. Џеват Ћорај,
- 1977. Славољуб Фешековић,
- 1978. Дарко Ђуретић,
- 1979. Гордана Гајић,
- 1980. Иван Томашевић,
- 1982. Петар Антић,
- 1983. Гордана Тасић,
- 1984. Слободан Љубичић,
- 1984. Иван Томашевић
- 1986. Весна Мирковић,
- 1987. Марина Перић,
- 1989. Јасна Радивојевић,
- 1990. Славица Јовић,
- 1991. Драган Стокић,
- Од 1992 год. награда носи име „Јован Милићевић“
- 1992. Небојша Бранић,
- 1993. Јованка Мандић,
- 1995. Ивана Ћирић,
- 1994. Дејан Цицмиловић,
- 1996. Ангелина Тошић,

### Посебне награде
- 1972. Ђорђе Вукотић,
- 1972. Сојан Митић,
- 1972. Томислав Трифуновић,
- 1972. Андрејић Бранко,
- 1972. Дибран Тахири,
- 1972. Радислав Димитријевић,
- 1972. Радоје Гојкић,

### Награда за најбољу сценографију
- 1966. Сава Барачков,
- 1967. Борис Чершков
- 1968.

Борис Чершков,
Крстомир Миловановић,
Велизар Србљановић
- 1969. Сава Барачков
- 1970.

Владимир Лалицки,
Иван Вучковић
- 1971. Владислав Маренић
- 1972. Крстомир Миловановић
- 1973.

Борис Чершков,
Крстомир Миловановић
- 1974. Борис Чершков
- 1975. Крстомир Миловановић
- 1976. Нуредин Лођа,
- 1977.

Предраг Цакић,
Миодраг Табачки
- 1978. Крстомир Миловановић
- 1979. Светлана Зојкић,
- 1980. Сава Барачков
- 1981. Крстомир Миловановић
- 1982. Крстомир Миловановић
- 1983. Велизар Стбљановић
- 1984. Крстомир Миловановић
- 1985. Бјанка Лилић-Урсулов
- 1986.

Милутин Костић,
Снежана Петровић
- 1987. Снежана Петровић
- 1988. Крсте Илидров
- 1989. Сава Барачков
- 1990. Емир Гељо,
- 1991. Снежана Петровић
- 1992. Миодраг Табачки
- 1993. Крстомир Миловановић,
- 1994. Велизар Србљановић
- 1995. Душан Петровић
- 1996. Дејан Пантелић

### Награда за најбољу костимографију
- 1965. Сава Барачков
- 1965. Миленко Шербан,
- 1967. Велизар Србљановић,
- 1968. Биљана Драговић,
- 1969. Милица Александров,
- 1970. Предраг Цакић
- 1972. Иван Вучковић,
- 1973. Ирена Рот-Портној,
- 1974. Славица Лалицки
- 1975. Зорица Давидовић,
- 1976. Биљана Крстић (костимограф)
- 1977. Миодраг Табачки,
- 1978. Иванка Крстовић,
- 1979. Марија Крањц,
- 1980. Божана Јовановић
- 1981. Биљана Крстић (костимограф)
- 1982. Дорис Кристић,
- 1983. Миланка Берберовић,
- 1984. Славица Лалицки
- 1985. Снежана Петровић,
- 1986. Славица Лалицки
- 1987. Снежана Ковачевић,
- 1988. Виолета Улфејм,
- 1989. Божана Јовановић,
- 1990. Ангелина Атлагић,
- 1991. Загорка Стојановић,
- 1992. Биљана Крстић (костимограф)
- 1993. Снежана Ковачевић
- 1994. Вања Поповић,
- 1995. Миланка Берберовић
- 1996. Даница Ракочевић,

### Награда за најбољу музику
- 1975. Братислав Анастасијевић,
- 1976. Војислав Воки Костић,
- 1978. Душан-Спира Михајловић,
- 1979. Братислав Анастасијевић
- 1981. Братислав Анастасијевић
- 1983. Војислав Воки Костић,
- 1984. Војислав Воки Костић,
- 1985. Ивица Пенчић,
- 1986. Вранешевић,
- 1987. Енцо Лесић,
- 1988. Башким Шеху,
- 1989. Енцо Лесић,
- 1990. Ивица Пенчић,
- 1991. Рауф Доми,
- 1992. Мирољуб Аранђеловић,
- 1993. Зоран Христић,
- 1994. Славиша Стевановић,
- 1996. Славиша Стевановић,

### Награда за сценска кретања
- 1979. Драгослав Макс Јанковић,

### Награда за техничку реализацију
- 1975. Покрајинско народно позориште, Приштина – Албанска драма
- 1976. Народно позориште Шабац
- 1977. Народно позориште Ужице,
- 1978. Театар „Јоаким Вујић“, Крагујевац
- 1980. Народно позориште Шабац
- 1981. Народно позориште у Нишу,
- 1982. Народно позориште у Нишу,
- 1983. Покрајинско народно позориште, Приштина – Српска драма
- 1984. Народно позориште Ужице
- 1985. Театар „Јоаким Вујић“, Крагујевац
- 1986. Покрајинско народно позориште, Приштина – Албанска драма
- 1986. Покрајинско народно позориште, Приштина – Српска драма

## Специјалне награде

### Награда „Сима Крстовић“ за најбољу мушку улогу
- 1971. Босир Ковач
- 1972. Васја Станковић
- 1973. Истреф Беголи
- 1974. Брана Војновић
- 1975. Милан Поповић
- 1976. Данијел Обрадовић
- 1977. Радоман Контић
- 1978. Будимир Јеремић
- 1979. Мирко Бабић
- 1980. Љубомир Убавкић
- 1981. Зоран Жикић
- 1983. Радиша Грујић
- 1984. Миливоје Даскаловић
- 1985. Бруно Рајић
- 1986. Милија Вуковић
- 1987. Угљеша Вујовић
- 1988. Драган Мићаловић
- 1989. Горан Ивановић
- 1990. Ратомир Васиљевић
- Од 1991. године ова награда је Grand-Prix
- 1991. Зоран Карајић
- 1992. Милија Вучковић
- 1993. Танасије Узуновић
- 1994. Мирко Бабић
- 1995. Гојко Шантић
- 1996. Милија Вуковић

### Награда „Мила Стојадиновић“ за најбољу женску улогу
- 1974. Стојанка Пејић
- 1975. Дара Петровић
- 1976. Мелихат Ајети
- 1977. Милева Живкић
- 1978. Живка Барић-Хубач
- 1979. Дара Антић
- 1980. Верица Јовановић
- 1982. Јелица Војновић
- 1983. Дара Петровић
- 1984. Видосава Тодић
- 1985. Даница Крљар
- 1986. Мима Вуковић-Курић
- 1987. Нада Јуришић
- 1988. Ана Милановић
- 1989. Јасна Радивојевић
- 1990. Љиљана Токовић
- Од 1991. године ова награда је Grand-Prix
- 1991. Верица Јовановић
- 1992. Љиљана Благојевић
- 1993. Ивана Жигон
- 1994. Анета Томашевић
- 1995. Гордана Петровић
- 1996. Ана Миливојевић

### Награда за неговање сценског језика и културу говора
- 1971. Миливоје Даскаловић
- 1972. Милан Поповић
- 1973. Миодраг Јуришић
- 1974. Милија Вуковић
- 1975. Ансамбл представе „Дом Бернадре Албе“, Народно позориште у Нишу
- 1976. Велимир Животић
- 1977. Миодраг Марић
- 1978. Загорка Исаковић
- 1979. Десимир Станојевић
- 1980. Љиљана Костић-Ђурић
- 1981. Ансамбл представе „У логору“, Крушевачко позориште
- 1982. Јелица Војновић
- 1983. Екрем Чехајић
- 1984. Љиљана Ћоковић-Симоновић
- 1985. Цане Гиауновић
- 1986. Љубомир Убавкић
- 1987. Радоман Контић
- 1988. Милан Ђурђевић
- 1989. Живко Вукојевић
- 1990. Мирјана Вуловић
- 1991. Лепомир Ивковић
- 1992. Петар Лазић
- 1993. Петар Лазић
- 1994. Ансамбл представе „Велпоне“, Крушевачко позориште
- 1995. Милан Свилар
- 1996. Слободан Љубичић

### Награда за режију „Јован Путник“
- 1987. Борислав Глигоровић
- 1988. Александар Лукач
- 1989. Владимир Лазић
- 1990. Примож Беблер
- Од 1991. године она награда је Grand-Prix
- 1991. Александар Лукач
- 1992. Небојша Брадић
- 1994. Никита Миливојевић
- 1995. Дејан Крстовић
- 1996. Никита Миливојевић

## Награда града домаћина

### Награда за најбољу представу
- 1965. Народно позориште у Нишу
- 1966. Театар „Јоаким Вујић“, Крагујевац
- 1967. Театар „Јоаким Вујић“, Крагујевац
- 1969. Народно позориште у Нишу
- 1969. Покрајинско народно позориште, Приштина – Српска драма
- 1970. Народно позориште Лесковац
- 1971. Народно позориште у Нишу
- 1972. Покрајинско народно позориште, Приштина – Албанска драма
- 1973. Покрајинско народно позориште, Приштина – Албанска драма
- 1974. Крушевачко позориште
- 1974. Позориште „Зоран Радмиловић“, Зајечар
- 1974. Покрајинско народно позориште, Приштина – Албанска драма
- 1975. Крушевачко позориште
- 1976. Покрајинско народно позориште, Приштина – Албанска драма
- 1976. Покрајинско народно позориште, Приштина – Српска драма
- 1977. Народно позориште у Нишу
- 1978. Народно позориште Лесковац
- 1978. Театар „Јоаким Вујић“, Крагујевац
- 1979. Народно позориште у Нишу
- 1980. Театар „Јоаким Вујић“, Крагујевац
- 1981. Театар „Јоаким Вујић“, Крагујевац
- 1982. Народно позориште и Нишу
- 1983. Театар „Јоаким Вујић“, Крагујевац
- 1985. Народно позориште у Нишу
- 1987. Народно позориште у Нишу
- 1988. Покрајинско народно позориште, Приштина – Албанска драма
- 1989. Народно позориште у Нишу
- 1990. Народно позориште Шабац
- 1991. Театар „Јоаким Вујић“, Крагујевац
- 1992. Народно позориште Ужице
- 1993. Народно позориште Шабац
- 1994. Народно позориште Шабац
- 1995. Покрајинско народно позориште, Приштина – Српска драма
- 1997. Покрајинско народно позориште, Приштина - Српска драма

### Награда за глумачко остварење
- 1965. Љубомир Ковачевић
- 1966.

Љубомир Ковачевић,
Милан Поповић
- 1967.

Мима Вуковић-Курић,
Љубомир Убавкић
- 1968.

Сима Крстовић,
Зорица Стефановић
- 1969.

Мима Вуковић-Курић,
Милан Поповић,
Радмила Савићевић
- 1970.

Дара Апић,
Стојан Митић,
Душица Митровић,
Милан Свилар
- 1971. Норис Ковач
- 1972.

Драган Жикић,
Норис Ковач,
Љиљана Лукић,
Љубомир Убавкић
- 1973.

Мима Вуковић-Курић,
Будимир Јеремић,
Бранислав Јеремић,
Миодраг Марић,
Дара Петровић,
Љубомир Убавкић,
Јелица Вујиновић
- 1974.

Милорад Ђоговић,
Љубомир Ковачевић,
Петар Лазић
- 1975. Љубомир Ковачевић
- 1976.

Радиша Грујић,
Раде Михајловић,
Дара Петровић
- 1977.

Мима Вуковић-Курић,
Радиша Грујић
- 1978.

Милева Жикић,
Миодраг Марић
- 1979.

Загорка Исаковић,
Љубомир Ковачевић
- 1980.

Мирко Бабић,
Милан Свилар
- 1980.

Ристо Буквић,
Даница Крљар
- 1981.

Зоран Карајић,
Радоман Костић
- 1982.

Драган Жикић,
Душан-Дука Јовановић
- 1983.

Мима Вуковић-Курић,
Биљана Јоцић,
Петар Лазић
- 1984.

Радиша Грујић,
Будимир Јеремић,
Бранислав Јеремић
- 1985.

Мирко Бабић,
Радиша Грујић
- 1986.

Мима Вуковић-Курић,
Даница Крљар
- 1986. Петар Антић
- 1988.

Љубомир Убавкић,
Оливер Шуклетовић
- 1987.

Горан Ивановић,
Иван Томашевић
- 1989.

Милија Вуковић,
Јасна Радивојевић
- 1990.

Михајло Јанкетић,
Петар Лазић
- 1991.

Милија Вуковић,
Ивана Недовић
- 1992.

Драгослав Савић,
Иван Томашевић
- 1993. Драган Јовановић
- 1994.

Мирко Бабић,
Даница Крљар
- 1995.

Милија Вуковић,
Миомир Радојковић

### Награда за младог глумца
- 1970. Драган Димитријевић
- 1970. Драган Жикић
- 1970. Верица Кулић
- 1972. Десимир Станојевић
- 1973. Мирко Бабић
- 1974. Милија Вуковић
- 1974. Владанка Пендић
- 1981. Љубивоје Марковић
- 1983. Љубиша Баровић
- 1996. Ангелина Тошић

### Специјална награда
- 1966. Васја Станковић – Награда листа „Светлост“
- 1970. Радоман Контић – Награда листа „Наша реч“
- 1971. Борис Ковач – Награда листа „Рилиндија“
- 1995. Властимир Ђуза Стојиљковић и Бранислав Цига Јеринић за племенито партнерство

### Награда за најбољу режију
- 1968. Арса Јовановић
- 1971. Љуба Милошевић
- 1984. Бранислав Мићуновић
- 1985. Бранислав Мићуновић
- 1986. Владимир Лазић
- 1987. Градимир Мирковић
- 1988. Владимир Милчин
- 1989. Владимир Лазић
- 1990. Небојша Брадић
- 1991. Александар Берчек
- 1992. Бранко Поповић
- 1993. Виталији Дворцин
- 1994. Славенко Салетовић
- 1995. Небојша Брадић
- 1996. Давид Путник

### Награда за најбољу сценографију
- 1970. Трајко Стојановић
- 1971. Нудерин Лођа
- 1972. Крстомир Миловановић

### Награда за најбољу костимографију
- 1970. Биљана Крстић (костимограф)
- 1971. Иван Вучковић
- 1992. Биљана Крстић (костимограф)

### Награда „Иван Вуковић“ за најбоље ликовно решење представе
- 1983. Народно позориште Лесковац
- 1984. Покрајинско народно позориште, Приштина – Српска драма
- 1985. Покрајинско народно позориште, Приштина – Српска драма
- 1986. Позориште „Зоран Радмиловић“
- 1987. Народно позориште Пирот
- 1988. Народно позориште Ужице
- 1989. Народно позориште Шабац
- 1990. Народно позориште Шабац
- 1991. Крушевачко позориште
- 1992. Крушевачко позориште
- 1994. „Театар класика“, Ниш
- 1995. „Театар класика“, Ниш

## Награде округлог стола критике
- 1984. Народно позориште Шабац
- 1985. Народно позориште у Нишу
- 1986. Театар „Јоаким Вујић“, Крагујевац
- 1987. Народно позориште Шабац
- 1988. Театар „Јоаким Вујић“, Крагујевац
- 1989. Позориште „Зоран Радмиловић“, Зајечар
- 1990. Театар „Јоаким Вујић“, Крагујевац
- 1991. Народно позориште Ужице
- 1992. Крушевачко позориште
- 1993. Народно позориште Ужице
- 1994. Театар „Јоаким Вујић“, Крагујевац
- 1995. Покрајинско народно позориште, Приштина – Српска драма
- 1996. Народно позориште Шабац

## Стручни жири на Сусретима „Јоаким Вујић“
- 1965. Зајечар,

Бора Глишић,
Миленко Маричић,
Томислав Мијовић,
Борјана Продановић
- 1966. Крагујевац,

Душан Матић,
Станислав Бајић,
Мирослав Буца Мирковић,
Александар Обреновић,
Славољуб Стефановић Раваси
- 1967. Ниш,

Вјекослав Афрић,
Влада Булатовић Виб,
Братислав Борозан,
Вехал Шита,
Ханауска Бора
- 1968. Ужице,

Мата Милошевић,
Миленко Шербан,
Ђорђе Лебовић,
Др Драшко Ређеп,
Петар Џаџић
- 1969. Шабац,

Миња Дедић,
Владимир Стаменковић,
Истреф Беголи
- 1970. Лесковац,

Миленко Шербан,
Душан Михајловић,
Др Сава Пенчић,
Др Драшко Ређеп,
Михаљ Вирак
- 1971. Приштина,

Исак Амар,
Ђорђе Лебовић,
Вехаб Шита,
Михаљ Вираг,
Никола Веселиновић
- 1972. Зајечар,

Зоран Радмиловић,
Соја Јовановић,
Радош Новаковић,
Арсен Диклић,
Жарко Јовановић
- 1973. Крагујевац,

Др Марко Фотез,
Мухарем Первић,
Миња Дедић,
Владимир Маренић,
Др Рашко Јовановић
- 1974. Ниш,

Драгослав Грбић,
Миленко Маричић,
Миленко Мисеиловић,
Антон Пашку,
Милета Лесковац
- 1975. Ужице,

Бранислав Милошевић,
Мирко Милорадовић,
Миња Дедић,
Петар Џаџић,
Предраг Милошевић
- 1976. Шабац,

Миња Дедић,
Стојан Дечермић,
Растко Тадић,
Зора Давидовић,
Влада Стаменковић
- 1977. Лесковац,

Борјана Продановић,
Мирослав Бјелић,
Жарко Команин,
Михајло Симидријевић,
Душан Јакшић
- 1978. Ниш,

Др Петар Волк,
Милан Пузић,
Љубиша Џокић,
Дејан Пенчић-Пољански,
Михајло Симидријевић
- 1979. Зајечар,

Милена Данчевић,
Соња Јауковић,
Дејан Пенчић-Пољански,
Љубиша Ђокић,
Живорад Кукић
- 1980. Крагујевац,

Јован Милићевић,
Сергије Харашић,
Мирослав Буца Мирковић,
Зоран Сретеновић,
Љиљана Крстић
- 1981. Ужице,

Јован Милићевић,
Марија Црнобори,
Данка Павловић,
Сеад Фетахагић,
Миленко Мисеиловић
- 1982. Пирот,

Мира Ступица,
Димитрије Кјостаров,
Жарко Команин,
Миодраг Илић,
Владислав Маренић
- 1983. Шабац,

Мија Оремовић,
Аресније Јовановић,
Душан Јовановић
- 1984. Зајечар,

Миленко Маричић,
Мила Качић,
Др Миленко Мисаиловић
- 1985. Крагујевац,

Мира Бањац,
Слободан Селинић,
Дејан Мијач,
Миодраг Табачки
- 1986. Лесковац,

Марија Црнобори,
Милица Новковић,
Миленко Маричић
- 1987. Зајечар,

Олга Савић,
Душан Ч. Јовановић,
Душан Родић
- 1988. Приштина,

Авдо Мујчиновић,
Примож Беблер,
Абдулахман Шаља
- 1989. Ниш,

Др Миленко Мисаиловић,
Радмила Савићевић,
Владимир Маринић
- 1990. Шабац,

Мирослав Мирковић,
Александар Ђорђевић,
Дејан Николић
- 1991. Ужице,

Димитрије Ђурковић,
Миодраг Илић,
Растко Тадић
- 1992. Крушевац,

Борислав Глигоријевић,
Мирослав Мирковић,
Дејан Пенчић-Пољански
- 1993. Пирот,

Миодраг Ђукић,
Мирјана Пејић,
Миленко Маричић
- 1994. Крагујевац,

Стево Жигон,
Мирослав Мирковић,
Драгана Бошковић
- 1995. Ниш,

Славољуб Стефановић Раваси,
Добривоје Илић,
Др Зоран Т. Јовановић
- 1996. Лесковац,

Александар Ђорђевић,
Милутин Мишић,
Душан Ч. Јовановић